# Беспалова, Людмила Андреевна
Людми́ла Андре́евна Беспа́лова (род. 1947) — российский селекционер зерновых культур, доктор сельскохозяйственных наук (1998), заслуженный деятель науки Российской Федерации (2005), академик РАСХН (2007), академик РАН (2013), Герой Труда Российской Федерации (2024).

## Биография
Родилась 2 апреля 1947 года в хуторе Дальний Тбилисского района Краснодарского края.
В 1970 году окончила Московскую сельскохозяйственную академию имени К. А. Тимирязева, работала старшим научным сотрудником Целиноградской областной сельскохозяйственной опытной станции.
С 1971 года работает в Краснодарском НИИ сельского хозяйства имени П. П. Лукьяненко: младший научный сотрудник (1971—1979), старший научный сотрудник (1979—1988), ведущий научный сотрудник (1988—1994) отдела селекции и первичного семеноводства пшеницы; заведующая отделом селекции и семеноводства пшеницы и тритикале (с 1994 года).
В 1981 году защитила кандидатскую диссертацию «Селекционно-генетическая ценность источников карликовости озимой мягкой пшеницы», в 1998 году — докторскую диссертацию в форме научного доклада «Селекция полукарликовых сортов озимой мягкой пшеницы». В 2001 году присвоено учёное звание профессора.
В 2005 году избрана членом-корреспондентом РАСХН, в 2007 году — академиком РАСХН. 30 сентября 2013 года стала академиком РАН (в рамках присоединения РАСХН к РАН).
Имела 1-й спортивный разряд по стрельбе из мелкокалиберной винтовки и 2-й по скоростному бегу на коньках, участвовала в эстафете олимпийского огня Олимпиады-2014.

## Научная деятельность
Видный ученый в области селекции и семеноводства зерновых культур. Является создателем высококачественных и высокоурожайных сортов пшеницы и тритикале, а также полукарликовых сортов пшеницы нового поколения. Под руководством Л. А. Беспаловой создано более 170 сортов зерновых культур, из них 129 внесены в Государственные реестры селекционных достижений Российской Федерации и других стран. Районированные сорта возделываются на площади свыше 7 млн га, в том числе более 3 млн га — в Узбекестане, Туркмении, Киргизии, Таджикистане, Азербайджане, Армении, Грузии, Украине, Турции.
Разработала и реализовала программу по совершенствованию традиционных, адаптации новых, разработке инновационных методов селекции, по созданию принципиально нового исходного селекционного материала и на его основе выведению более совершенных сортов нового поколения пшениц мягкой, твёрдой, сферококкум, дикоккум, тритикале озимого и ярового.
Среди селекционных достижений: сорта озимой мягкой пшеницы с потенциалом урожайности 12-13 т/га; сорта с генетической устойчивостью к основным болезням, в том числе к фузариозу колоса, и высоким качеством зерна; высокоурожайные полукарликовые сорта, формирующие «сильное» по качеству зерно; короткостебельные сорта альтернативного образа жизни, условные и настоящие двуручки, обеспечивающие высокий урожай в осенне-зимнем и весеннем посеве. Ею возвращены в культуру пшеница шарозёрная (Triticum sphaerococсum) и полба (Triticum dicocсum), созданы сорта, сочетающие высокое качество зерна с надёжной системой адаптации к условиям возделывания.
Автор более 300 научных трудов, в том числе три монографии. Имеет свыше 120 авторских свидетельств и патентов на изобретения.

## Избранные труды
- Основные морфологические и апробационные признаки сортов и гибридов зерновых, зернобобовых, крупяных и масличных растений / соавт.: Н. В. Трофимов и др.; Кубан. гос. аграр. ун-т и др. — Краснодар: Сов. Кубань, 2000. — 512 с.
- Новая сортовая политика и сортовая агротехника озимой пщеницы / соавт.: А. А. Романенко и др.; Краснод. НИИ сел. хоз-ва. им. П. П. Лукьяненко. — Краснодар, 2005. — 221 с.
- Сорта пшеницы и тритикале Краснодарского НИИСХ им. П. П. Лукьяненко / соавт.: А. А. Романенко и др. — Краснодар : ЭДВИ, 2012. — 111 с.
- Ресурсосберегающая технология производства озимой твердой пшеницы: рекомендации / соавт.: А. А. Романенко и др.; ФГБНУ «Росинформагротех». — М.: Росинформагротех, 2013. — 51 с.
- Сорта пшеницы и тритикале / соавт.: А. А. Романенко и др.; Краснод. НИИ сел. хоз-ва им. П. П. Лукьяненко. — Краснодар: ЭДВИ, 2013. — 121 с.
- Сорта пшеницы и тритикале Краснодарского НИИСХ им. П. П. Лукьяненко / соавт.: А. А. Романенко и др.; ФГБНУ «Краснод. НИИ сел. хоз-ва им. П. П. Лукьяненко». — Краснодар, 2015. — 128 с.
- Геоэкологическая оценка и районирование Азово-Черноморского побережья России (Ростовская область и Краснодарский край) / соавт. Л. В. Кропянко. — Ростов н/Д: Изд-во Юж. федер. ун-та, 2016. — 211 с.

## Награды
- Герой Труда Российской Федерации (2024)
- Медаль ордена «За заслуги перед Отечеством» II степени (2017)[2];
- Заслуженный деятель науки Российской Федерации (2005)
- Орден Трудового Красного Знамени
- Медаль «Герой труда Кубани» (2004)
- Медаль «За выдающийся вклад в развитие Кубани» II степени (2002)
- Золотая медаль имени академика П. П. Лукьяненко (РАСХН) (1995)
- Золотая медаль ВДНХ (1991)